# 이성하
이성하(1957년 1월 19일 ~ )는 대한민국의 언어학자이다.
한국외국어대학교 영어교육과를 졸업하였으며, 1996년 텍사스 주립 대학교에서 언어학 박사학위를 취득하였다. 1997년부터 현재까지 한국외국어대학교 영어학과 교수로 재직 중이다. 텍사스주립대학교 동아시아학과 강사(1994~1996), 스탠포드대학교 Fulbright 강의 및 연구교수(2003~2004), 한국담화인지언어학회장 (2009~2011), 한국외국어대학교 교무처장 (2010~2012), TESOL대학원장 (2012-2013) 등을 역임하였으며, 현재 한국언어학회장 (2013~), 한국외국어대학교 대외부총장 (2013~) 직을 맡고 있다.

현재 이성하 교수가 학과에서 가르치고 있는 과목은 영어학개론, 영어와 영미문화, 영한비교언어학 등이 있다.

이성하 교수의 연구실은 한국외국어대학교 교수회관 517호이다. 

## 저서
- 《문법화의 이해》 (1998)
- 《형태론》(공저) (2000)